# ルキウス・オピミウス
ルキウス・オピミウス（ラテン語: Lucius Opimius、生没年不詳）は、紀元前2世紀中期・後期の共和政ローマの政治家・軍人。紀元前121年に執政官（コンスル）を務めた。フレゲッラエを消滅させ、ガイウス・グラックスと対立したことで知られる。

## 出自
ルキウス・オピミウスはプレブス（平民）のオピミウス氏族の出身。氏族で初の執政官となったのはクィントゥス・オピミウスで紀元前155年のことである。ルキウスはこのクィントゥスの息子である。

## 経歴

### 初期の経歴
紀元前125年、オピミウスはプラエトル（法務官）に就任した。この年、執政官マルクス・フルウィウス・フラックスは、ローマ市民権を同盟国市民にも与える法案を提出した。この法案は成立しなかったが、ラティウムとカンパニアの境界上にあり、歴史家モムゼンが当時イタリアで2番めに重要な都市と呼ぶ植民都市フレゲッラエ で反乱が起こった。ピケヌムのアスクルムもこれを支援した可能性があった。
この反乱を鎮圧するためにオピミウスが派遣された。ローマ軍がフレゲッラエを包囲すると、クィントゥス・ヌミトリウスという人物が裏切って城門を開け、ローマ軍を城内へ招き入れた。このため反乱は直ちに鎮圧された。フレゲッラエの領土の一部には新たな植民都市ファブラテリア・ノーヴァが建設され、それ以外の土地は近隣の都市に分配された。反乱鎮圧後、オピミウスは元老院に対して凱旋式実施を求めたが、対外戦争での勝利ではなく、「以前にローマに属していたものが戻ってきただけ」であったため、認められなかった。

### ガイウス・センプロニウス・グラックスとの対立と執政官就任
法務官就任から2年後の紀元前123年の末、オピミウスは執政官選挙に立候補した。この年はガイウス・センプロニウス・グラックス（グラックス弟）が護民官を務めており、プレブス（平民）およびエクィテス（騎士階級）に有利な法案を提唱していた。オピミウスは元老院と共に反グラックスの姿勢を見せていた。後に執政官となるマルクス・アエミリウス・スカウルスが、「私的な会話でオピミウスを反グラックスへと扇動した」ことが知られている。執政官選挙において、誰もが予想していなかったがグラックスはガイウス・ファンニウスを支援し、このためオピミウスは大敗してしまった。
オピミウスは翌年も執政官選挙に立候補した。この頃までには、オピミウスはすでに有力な元老院議員となっており、前回の選挙以来、多くの支持者を確保していた。オピミウスはかつてスキピオ・ナシカが率いていた、元老院の中でも最も保守的なグループのリーダーとなっており、あらゆる改革に反対していた。この頃グラックスは、かつてのカルタゴの土地に新植民都市コロニア・ユノニアを建設していたが、保守派が勢いを増していることを知ると急遽ローマに戻った。しかしオピミウスは執政官選挙に当選した。オピミウスは「危険な敵であるグラックスを追い払う」という確固たる意思を持って権力を握った。一方グラックスも3年連続して護民官選挙に立候補したが落選した。
オピミウスの同僚執政官はパトリキ（貴族）のクィントゥス・ファビウス・マクシムスであったが、彼は執政官任期中ずっとガリアで戦っていた。結果としてローマにおける権力はオピミウスに集中することとなり、反グラックス派は執政官任期が開始される年初から、断固たる処置を取ることをオピミウスに求めた。結果としてグラックス支持者は過激な行動に出る。アフリカから悪い前兆があったとの報告が届くと、グラックスが建設責任者となっていたコロニア・ユノニアをどうするかとの議論が始まった。オピミウスがグラックスが作った法律を廃止しようとした日、クリア・ユリア（元老院議事堂）には両派の代表者が武装して集まった。ここで小競り合いが起き、オピミウスのリクトル（護衛官）であるクィントゥス・アンティッリウスが殺害された。プルタルコスによれば、オピミウスはこれに悪意をもって反応し、復讐を開始することとした。

### グラックス派虐殺

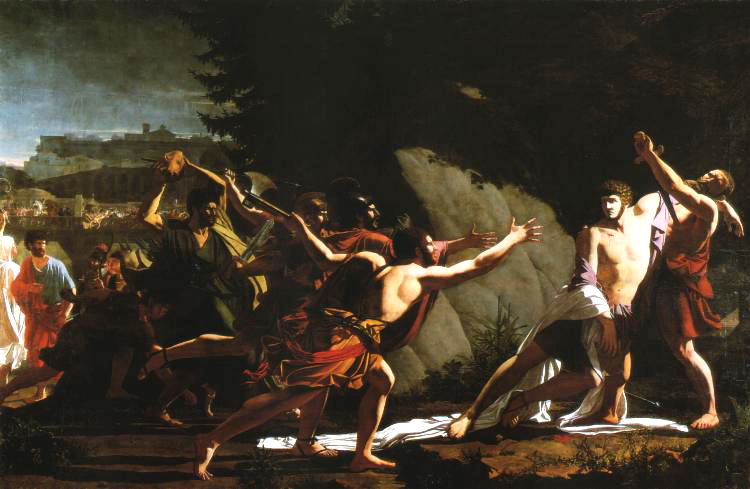
「ガイウス・グラックスの死（フランソワ・トピノ・ルブラン）

護衛官の殺害に激怒した元老院は、翌日に緊急法令（セナトゥス・コンスルトゥム・ウルティムム）を布告し、オピミウスに無制限の権限を与えた。ディクタトル（独裁官）の任命なしにこのような戒厳令が敷かれたのは、ローマの歴史上初めてのことであった。
オピミウスは夜を徹して決戦の準備をした。クレタの弓兵の分遣隊を招集し、元老院議員と騎士階級に、各人が二人の武装奴隷を伴って議事堂へ出頭するよう命じた。グラックスとその盟友マルクス・フルウィウス・フラックスはプレブスの支援を得ていた。翌朝、グラックスとフラックスは元老院に弁明のために召喚されたが、彼らはアウェンティヌスの丘を占拠して、フラックスの末子だけが出頭して「和解の言葉を執政官と元老院に述べた」。
オピミウスはフラックスの息子の逮捕を命じ、自身は武装兵力を率いてアウェンティヌスへと向かった。そこで大規模な戦闘が始まったが、オロシウスによれば、オピミウスが弓兵を投入するまではグラックス派が優勢であった。弓の猛射を受けて、グラックス派は逃走を始めた。フラックスは殺され、グラックス自身は戦闘に参加しなかったためにティベリス川の対岸に逃れたが、敵が迫ってくると奴隷に自分を殺すよう命令した。アウェンティヌスでは合計250人が死亡したが、その後にも大虐殺が続き、3000人が殺害された。グラックス派の死体はティベリス川に投げ込まれ、財産は没収された。オロシウスによると、オピミウスは非常に冷酷であり、多くの無実の人々を理由も告げずに処刑した。
オピミウスは戦闘前に、グラックスの首に対して、それと同じ重さの金を与えると約束していた。グラックスの首を持ってきたのはオピミウスの友人のセプティムレイウスという人物で、脳を取り出して鉛を注ぎ込み、重さを増やしていた。彼は約束通り金を受け取った。しかしプルタルコスによればフラックスの首を持ってきた無名の人々は、報酬を得ることができなかった。ただし、アッピアノスはフラックスの首に対しても報酬が出されたとしている。オピミウスはフラックスの息子に対しても、自決するように命じた。

### その後
グラックス派を鎮圧した後、オピミウスは元老院の命令により、今後の国家の調和を祈念してコンコルディア神殿を再建した。
執政官任期が完了した紀元前120年、護民官プブリウス・デキウス・スボロは、オピミウスが正式な裁判無しでローマ市民を処刑したことに対して告訴した。オピミウスの弁護人は現役執政官であるガイウス・パピリウス・カルボが務めた。カルボはグラックスの殺害は「合法的かつ祖国のために行われた」と主張した弁論を行い、無実を勝ち取った。その後オピミウスは元老院で大きな影響力を持つようになったが、「人々の憎悪と軽蔑に囲まれ」たのを屈辱に感じて落ち込んでいたが、やがて「彼がいかにグラックスを愛し尊敬していたか」を示すようになった。
紀元前116年、オピミウスは10人の特使を率いてヌミディアを訪問し、ヌミディアを対立していたユグルタとアドヘルバルで分割する調停を行った。ユグルタは西部を、アドヘルバルは東部を領有することとなった。サッルスティウスは、オピミウスはもともとユグルタと対立していたが、賄賂を受け取ってユグルタを支援にまわり、結果ユグルタが豊かな西部を得たとほのめかしている。このエピソードのために、オピミウスは同時代の風刺家ガイウス・ルキリウスから「ユグルティウス」と呼ばれている。ただ、サッルスティウスは紀元前2世紀末のローマ貴族に偏見をもっており、その悪徳性を強調する傾向がある。ヌミディア西部が発展していたという事実もない。
その後ユグルタはアドヘルバルを殺害し、アドヘルバルに協力したローマ人も殺戮したため、紀元前112年にローマはヌミディアに宣戦布告した（ユグルタ戦争）。紀元前110年、ローマ軍はススル（Suthul、現在のグエルマ）の戦いで敗北する。前年にはヌミディアに有利な講和条約が締結されていたこともあって、元老院は特別委員会を設置してヌミディア問題に関与した高位人物の調査を開始した。オピミウスは収賄罪で有罪宣告を受け、亡命した。この件に関してキケロはオピミウスに同情的である。すなわち有罪判決を出したのはグラックス派の裁判官で、オピミウスに偏見をもっていたとしている。彼の以前の残虐行為のため、市民の間にオピミウスに対する寛容さがなかった。
オピミウスはディラキウムで貧困と不名誉の中で死去した。キケロは紀元前56年に行った演説の中で、ディラキウムの海岸にあるオピミウスの墓と、フォルム・ロマヌムにある記念碑に言及している。

## 子孫
ルキウス・アンペリウスは紀元前102年にクィントゥス・ルタティウス・カトゥルスの下でキンブリ族と戦ったルキウス・オピミウスという人物に言及している。ルキウスは紀元前121年の執政官オピミウスの子 または孫 と考えられている。

## 評価
パテルクルスは、オピミウスを「非の打ちどころのない真面目な人」と評している。グラックスとの戦いにおいて、彼は個人的に大きな勇気を示した。多くの資料は、オピミウスが示した極端な残虐性を強調している。同時に、国家の基盤を守るという理由の下に行動したという意見もあり、多くの同時代人がそのように解釈していたとの説もある。サッルスティウスによれば、オピミウスは一握りの貴族の意思の執行者となり、グラックスが彼の犯罪を調査し始めたことを理由にグラックスを殺害したとしている。
一方でキケロはオピミウスに同情的である。執政官としての行動を認め、彼の窮状にも同情している。キケロによれば、オピミウスは「優れた市民」、「国家に多大な貢献をした」 人物であり、最終的には敵の犠牲者となった。キケロはグラックスは「正義のために殺された」としている。キケロは『プブリウス・セスティウスの弁護』において、オピミウスへの同情を呼び起こすために、彼の名を挙げた直後に、その「忘れ去られた墓」について話し、セスティウスに対して悪意を持つ人々の心を和らげようとした。
プルタルコスは、オピミウスを一貫した挑発者であり偽善者として描いており、彼は政治的敵対者の手による自分の護衛官の殺害を大いに利用し、この取るに足らない事件をきっかけに、その時代の最も価値ある人物（グラックス） を含む多くの市民を処罰した。
グラックスの虐殺は、「例外的権力」を持ったオピミウスが行ったが、ある政治家の活動が国家の基盤を脅かすものであると認識された場合、その殺害は合法であるとする、その後のローマでの伝統形成に重要な役割を果たした。キケロは、カティリナ弾劾裁判において、彼とその支持者の処刑を要求し、公然とオピミウスの行動を正当化している。
モムゼンは「最初の機会に危険な敵を排除することを固く決意した、厳格な門閥派の最もエネルギッシュな指導者の一人」と評している。

## オピミウス・ワイン
紀元前121年に収穫したぶどうで製造されたワインは、オピミウスが執政官を務めた年のものという意味でオピミウスのワインと呼ばれ、長い間恐らくローマの愛好家によって最高のワインとみなされてきた。キケロは、75年後に書かれた彼の論説『ブルトゥス』の中に、このワインは「あまり古いものは思ったほど美味しくはないし、今ではまったく飲めたものではない」としながらも、「その年代のワインは最高だと言われている」との評判に言及している。パテルクルスは「有名なオピミウスのワイン」について言及しているが、これは120年以上経た彼の時代（紀元1世紀前半）まで生き残っていなかった。しかし、大プリニウスはオピミウス・ワインについて次のように書いている：「これらのワインはまだ保存されているが、すでに200年近く経っており、苦い蜂蜜のようなものに変化している」。
ネロの時代を描いた小説『サテュリコン』では、「百年を経たオピミウスの年のファレルヌス・ワイン（ラテン語: Falernum）」が贅沢の象徴として登場する。しかし、作られた当時はまだファレルヌスが産地名としてブランド化されていないため、単にオピミウスのワインと呼ばれていた。

## 参考資料

### 古代の資料
- アウレリウス・ウィクトル『ローマ共和政偉人伝』
- ルキウス・アンペリウス『回想録』
- アッピアノス『ローマ史』
- ウァレリウス・マクシムス『有名言行録』
- ウェッレイウス・パテルクルス『ローマ世界の歴史』
- ティトゥス・リウィウス『ローマ建国史』
- オロシウス『異教徒に反論する歴史』
- ペトロニウス『サテュリコン』
- ガイウス・プリニウス・セクンドゥス『博物誌』
- プルタルコス『対比列伝』
- ガイウス・サッルスティウス・クリスプス『ユグルタ戦記』
- マルクス・トゥッリウス・キケロ『ブルトゥス』
- マルクス・トゥッリウス・キケロ『国家論』
- マルクス・トゥッリウス・キケロ『義務について』
- マルクス・トゥッリウス・キケロ『弁論家について』
- マルクス・トゥッリウス・キケロカティリナ弾劾演説』
- マルクス・トゥッリウス・キケロ『プブリウス・セスティウス弁護』

### 研究書
- Zaborovsky Y. Some aspects of the political struggle in the Roman Senate (40-20-ies. II century BC) // Bulletin of ancient history. - 1977. - No. 3 . - S. 182-191 .
- History of Roman Literature. - M .: Publishing house of the Academy of Sciences of the USSR, 1959 .-- T. 1. - 534 p.
- Kovalev S. History of Rome. - M .: Polygon, 2002 .-- 944 p. - ISBN 5-89173-171-1 .
- Korolenkov A., Smykov E. Sulla. - M .: Molodaya gvardiya, 2007 .-- 430 p. - ISBN 978-5-235-02967-5 .
- Mommsen T. History of Rome. - Rostov-on-Don: Phoenix, 1997 .-- T. 2. - 640 p. - ISBN 5-222-00047-8 .
- Broughton T. Magistrates of the Roman Republic. - New York, 1951. - Vol. I. - P. 600.
- Lewis R. Catulus and the Cimbri // Hermes. - 1974 .-- T. 102 . - S. 90-109 .
- Münzer F. Opimius (5) // RE. - 1939. - No. XXXV . - S. 677 .
- Wiseman T. The Ethics of Murder  (English)  // Idem. Remembering the Roman People. Essays on Late Republican Politics and Literature. - 2009. - P. 177-210 .
- 鷲田睦郎「ローマ期イタリアにおけるワイン産地ブランドの誕生」『古代文化』第57巻第9号、財団法人古代学協会、2005年、28-40頁。